# MacLife
Mac|Life (anciennement MacAddict) est un magazine mensuel américain créé et édité par Future US depuis 1996. Il traite des produits Macintosh (Mac) et d'autres produits d'Apple tels l'iPod et l'iPhone.
Parmi les magazines spécialisés Mac, Mac|Life possède la deuxième plus grande audience après Macworld[réf. souhaitée].

## Histoire
En 1993, Imagine Publishing (devenu Future US) publie CD-ROM Today (en), un magazine s'adressant aux utilisateurs de Microsoft Windows et de Mac. Chaque exemplaire contient un CD-ROM contenant des shareware et des démos de jeux.
En août, la compagnie cesse la publication de CD-ROM Today pour le remplacer par MacAddict et boot (qui deviendra Maximum PC (en)), deux magazines s'adressant respectivement aux utilisateur de Mac et de Windows.
MacAddict est le premier magazine nord-américain focalisé sur les produits Mac à offrir un CD-ROM dans chaque numéro[réf. souhaitée]. Tout comme CD-ROM Today, les disques de MacAddict contiennent des shareware et des demo, auxquels s'ajoutent d'autres contenus tels que des vidéos du personnel ainsi que des previews du contenu du magazine écrit. Le site web de MacAddict est mis à jour tous les jours avec des nouvelles concernant les produits d'Apple. Le magazine possède également une mascotte, un bonhomme allumette nommé Max.
En février 2007, MacAddict change de nom pour MacLife et adopte une nouvelle mouture,. Le magazine devient ainsi physiquement plus large, focalise son contenu sur la créativité des utilisateurs Mac et ne contient plus de CD-ROM.

## Artisans
- ? - 2012 :
  - Directeur éditorial : Jon Phillips
  - Éditeur en chef : Paul Curthoys
  - Directeur artistique : Robin Dick
  - Éditeur senior : Susie Ochs
  - Réviseur : Ray Aguilera
  - Éditeur en ligne : Roberto Baldwin
  - Éditeur associé : Nic Vargus
  - Éditeur associé en ligne : Florence Ion

## Forums
Le site web du magazine hébergeait anciennement un forum très actifs. Il possédait environ 25 000 utilisateurs enregistrés et recevait environ 2 000 messages chaque jour.
Au milieu des années 2000, le forum a commencé à être négligé, rendant son utilisation difficile et poussant les utilisateurs à créer deux forums indépendants (Clubhouse54.com et MacStack.net,). La fermeture du forum original est annoncée le 13 novembre 2010 et il est mis hors-ligne et supprimé le 18 novembre.